# Canal 13 (Chile)
Canal 13 – chilijska stacja telewizyjna. Istnieje i nadaje od 21 sierpnia 1959. Siedziba stacji znajduje się w Santiago.

## Telenowela(hiszp.)
- La Madrastra (1981)
- Casagrande (1981)
- Alguien por quién vivir (1982)
- Los Títeres (1984)
- La Trampa (1985)
- Ángel Malo (1986)
- Secreto de familia (1986)
- La invitación (1987)
- La última cruz (1987)
- Semidiós (1988)
- La Intrusa (1989)
- Bravo (1989)
- Te Conté (1990)
- Acércate más (1990)
- Villa Nápoli (1991)
- Ellas por Ellas (1991)
- El Palo al Gato (1992)
- Fácil de Amar (1992)
- Marrón Glacé (1993)
- Doble juego (1993)
- Champaña (1994)
- Top Secret (1994)
- El amor está de moda (1995)
- Amor a domicilio (1995)
- Marrón Glacé, el regreso (1996)
- Adrenalina (1996)
- Eclipse de luna (1997)
- Playa salvaje (1997)
- Amándote (1998)
- Marparaíso (1998)
- Fuera de control (1999)
- Cerro Alegre (1999)
- Sabor a ti (2000)
- Corazón Pirata (2001)
- Piel Canela (2001)
- Buen Partido (2002)
- Machos (2003)
- Hippie (2004)
- Tentación (2004)
- Brujas (2005)
- Gatas y tuercas (2005)
- Descarado (2006)
- Charly Tango (2006)
- Papi Ricky (2007)
- Lola (2007–2008)
- Don Amor (2008)
- Cuenta conmigo (2009)
- Corazón rebelde (2009)
- Feroz (2010)
- Primera Dama (2010)
- Peleles (2011)
- Soltera otra vez (2012)